# Sébastien Bel
Sébastien Bel (Pompey, 27 de abril de 1971) es un deportista francés que compitió en remo. Ganó tres medallas en el Campeonato Mundial de Remo entre los años 1991 y 1995.

## Palmarés internacional
| Campeonato Mundial | Campeonato Mundial  | Campeonato Mundial | Campeonato Mundial        |
| Año                | Lugar               | Medalla            | Prueba                    |
| ------------------ | ------------------- | ------------------ | ------------------------- |
| 1991               | Viena (Austria)     | Medalla de plata   | Ocho con timonel ligero   |
| 1992               | Montreal (Canadá)   | Medalla de bronce  | Cuatro sin timonel ligero |
| 1995               | Tampere (Finlandia) | Medalla de plata   | Dos sin timonel ligero    |